# 郑绍濂
郑绍濂（1931年—2009年1月21日），男，浙江兰溪人，中国管理学家、经济学家，曾任复旦大学教授、博士生导师，复旦大学管理学院名誉院长。

## 生平
郑绍濂生于浙江兰溪，1953年毕业于复旦大学数学系，后留校任教。1963年兼任复且大学教学科学部副主任。1977年，郑绍濂负责筹建复旦大学管理科学系，后任系主任。之後創辦复旦大学管理学院。1985年，复旦大学管理学院成立後，郑绍濂擔任院长，2000年卸任院長職務，之後擔任复旦大学管理学院名誉院长。